# Eesti hällilaul
Arvo Pärt componeerde zijn Eesti hällilaul (Ests voor Ests wiegelied) in 2002. Hoewel de titel wijst op een liedje voor kinderen is dat niet wat Pärt bedoelde met zijn werk. Het wiegeliedje is een liedje voor kinderen en voor het kind in iedereen. Hij omschreef het als een glimp van het Paradijs.
De opdracht voor het werk kwam van Jordi Savall van het zangensemble Ensemble Hespèrion XXI. Het lied is opgedragen aan Jordi Savall (dirigent, piano), Montserrat Figueras (zang) en Arianna Savall (zang). Het werk was in eerste instantie niet bedoeld als concertrepertoire. Het is geschreven voor het album Ninna Nanna, een album met slaap/wiegeliedjes van 1550 tot en met 2002, dat verscheen op het platenlabel Alia-Vox, gespecialiseerd in vroege zangmuziek. Het Ests kinderliedje vormde dan ook een tandem met het Rozhdyestvyenskaya kolïbyelnaya, voor diezelfde gelegenheid geschreven. De tekst voor Hällilaul werk bleef eenvoudig: Kuss-kuss kallike (Slaap, slaap kindje). De muziek is geheel gebaseerd op Pärts tintinnabulum nu eens niet voor kerkklokken, maar voor de wieg.
Zoals Pärt vaker met zijn werken deed, kwamen er in de loop van de jaren andere versies uit zijn pen. In dit geval voor:
- dameskoor of twee zangstemmen en strijkorkest
- dameskoor met 4 altviolen, 4 celli.